# 河大成
河大成（하대성，1985年3月2日—），韩国已退役足球运动员，退役前效力于K联赛1球队FC首尔。

## 俱乐部生涯
2004年，河大成加盟K联赛球队蔚山現代，开始职业足球生涯。不过他在球队并没有得到出场机会，2006年转投大邱FC，并在大邱完成K联赛首秀。
2009年，河大成和队友陈庆先一起加盟全北現代汽車，但在该赛季只能作为常规替补球员，未能占据主力位置，最终随队获得联赛冠军。
2010年，河大成转会到FC首尔。2012年1月3日，他被指定为球队的队长。他帮助球队在2010年和2012年两次获得K联赛冠军。在效力FC首尔期间，曾有报道克罗地亚球队萨格勒布迪纳摩以及卡塔尔球队报价河大成，但最终他选择留在FC首尔。河大成率领FC首尔进入2013年亚足联冠军联赛决赛，但因客场进球数少不敌广州恒大屈居亚军。
2014年1月3日，FC首尔宣布河大成离队加盟中国足球超级联赛球队北京国安。
2017年1月19日，FC首尔宣布河大成回歸。

## 国家队生涯
2008年11月15日，河大成在韩国国家足球队1比1战平卡塔尔的友谊赛第46分钟替补金致佑出场，第一次代表成年国家队出场比赛。
2014年5月8日，韩国队正式公布了2014巴西世界杯的23人参赛名单，河大成入选。